# باول جولدسميث
باول جولدسميث (بالإنجليزية: Paul Goldsmith)‏ هو سياسي نيوزلندي، ولد في 1971. حزبياً، نشط في الحزب الوطني في نيوزيلندا. وقد انتخب عضو مجلس النواب النيوزيلندي وقد انضم خلال فترته النيابية ‏ للكتلة البرلمانية الحزب الوطني في نيوزيلندا.